# Kaniner (film)
 For alternative betydninger, se Kaniner. (Se også artikler, som begynder med Kaniner)
Kaniner er en dansk dokumentarfilm.

## Handling
Præsentation af de almindelige danske kaninracer, dels uld-, dels kødkaniner. Derefter belyses praktiske forhold: bure, avlsarbejde, registrering, fodring m.m.